# Шульц, Дик
Ричард Э. «Дик» Шульц (англ. Richard A. "Dick" Schulz; 3 января 1917, Расин, штат Висконсин, США — 26 июня 1998, Тусон, штат Аризона, США) — американский профессиональный баскетболист, который успел поиграть сразу в трёх главных баскетбольных лигах США (НБЛ, БАА и НБА). Чемпион НБЛ в сезоне 1942/1943, а также чемпион БАА в сезоне 1947/1948 годов.

## Ранние годы
Дик Шульц родился 3 января 1917 года в городе Расин (штат Висконсин), учился там же в средней школе Вашингтон-Парк, в которой выступал за местную баскетбольную команду.

## Студенческая карьера
В 1942 году закончил Висконсинский университет в Мадисоне, где в течение трёх лет играл за команду «Висконсин Бэджерс». При Шульце «Бэджерс» ни разу не выигрывали ни регулярный чемпионат, ни турнир конференции Big Ten, а также ни разу не выходили в плей-офф студенческого чемпионата США. В сезоне 1940/1941 годов «Висконсин Бэджерс» стали чемпионами Национальной ассоциации студенческого спорта (NCAA), однако из-за полученной в предыдущем сезоне травмы Дик Шульц не смог принять участие в этом турнире и разделить успех с родной командой.

## Баскетбольная карьера
Играл на позиции лёгкого форварда и атакующего защитника. В 1942 году Дик Шульц заключил соглашение с командой «Шебойган Рэд Скинс», выступавшей в Национальной баскетбольной лиге (НБЛ) и Национальной баскетбольной ассоциации (НБА). Позже выступал за команды «Кливленд Ребелс» (БАА), «Торонто Хаскис» (БАА), «Балтимор Буллетс» (БАА), «Вашингтон Кэпитолс» (БАА, НБА) и «Три-Ситис Блэкхокс» (НБА). Всего в НБЛ провёл 4 неполных сезона, в БАА — 3 сезона, а в НБА — 1 сезон. В сезоне 1942/1943 годов Шульц, будучи одноклубником Бадди Дженнетта, Рубена Лаутеншлагера, Эда Данкера, Кена Бюхлера и Кена Сюсенса, выиграл чемпионский титул в составе «Шебойган Рэд Скинс». Через пять лет, в сезоне 1947/1948 годов, Шульц, в компании того же Бадди Дженнетта, а также Чика Райзера и Конни Симмонса, стал чемпионом БАА в составе «Балтимор Буллетс». Всего за карьеру в НБЛ Дик сыграл 79 игр, в которых набрал 470 очков (в среднем 5,9 за игру). Всего за карьеру в БАА/НБА Шульц сыграл 205 игр, в которых набрал 1141 очко (в среднем 5,6 за игру) и сделал 203 передачи. Помимо этого Шульц в составе «Рэд Скинс» четыре раза участвовал во Всемирном профессиональном баскетбольном турнире, но без особого успеха.

## Смерть
Дик Шульц умер в пятницу, 26 июня 1998 года, на 82-м году жизни в городе Тусон (штат Аризона).

## Статистика

### Статистика в НБА
| Сезон                                                                                    | Команда            | Регулярный сезон | Регулярный сезон | Регулярный сезон | Регулярный сезон | Регулярный сезон | Регулярный сезон | Регулярный сезон | Регулярный сезон | Регулярный сезон | Регулярный сезон | Регулярный сезон | Серия плей-офф | Серия плей-офф | Серия плей-офф | Серия плей-офф | Серия плей-офф | Серия плей-офф | Серия плей-офф | Серия плей-офф | Серия плей-офф | Серия плей-офф | Серия плей-офф |
| Сезон                                                                                    | Команда            | GP               | GS               | MPG              | FG%              | 3P%              | FT%              | RPG              | APG              | SPG              | BPG              | PPG              | GP             | GS             | MPG            | FG%            | 3P%            | FT%            | RPG            | APG            | SPG            | BPG            | PPG            |
| ---------------------------------------------------------------------------------------- | ------------------ | ---------------- | ---------------- | ---------------- | ---------------- | ---------------- | ---------------- | ---------------- | ---------------- | ---------------- | ---------------- | ---------------- | -------------- | -------------- | -------------- | -------------- | -------------- | -------------- | -------------- | -------------- | -------------- | -------------- | -------------- |
| 1946/47                                                                                  | Кливленд Ребелс    | 16               |                  |                  | 24,4             |                  | 64,5             |                  | 1,1              |                  |                  | 6,6              | Не участвовал  | Не участвовал  | Не участвовал  | Не участвовал  | Не участвовал  | Не участвовал  | Не участвовал  | Не участвовал  | Не участвовал  | Не участвовал  | Не участвовал  |
| 1946/47                                                                                  | Торонто Хаскис     | 41               |                  |                  | 23,4             |                  | 69,2             |                  | 1,0              |                  |                  | 6,0              | Не участвовал  | Не участвовал  | Не участвовал  | Не участвовал  | Не участвовал  | Не участвовал  | Не участвовал  | Не участвовал  | Не участвовал  | Не участвовал  | Не участвовал  |
| 1947/48                                                                                  | Балтимор           | 48               |                  |                  | 28,4             |                  | 73,1             |                  | 0,6              |                  |                  | 8,0              | 11             |                |                | 19,3           |                | 74,5           |                | 0,6            |                |                | 7,5            |
| 1948/49                                                                                  | Вашингтон Кэпитолс | 50               |                  |                  | 23,4             |                  | 71,4             |                  | 1,1              |                  |                  | 3,9              | 11             |                |                | 23,0           |                | 57,1           |                | 2,5            |                |                | 4,9            |
| 1949/50                                                                                  | Вашингтон Кэпитолс | 13               |                  |                  | 26,7             |                  | 67,9             |                  | 0,8              |                  |                  | 3,3              | Не участвовал  | Не участвовал  | Не участвовал  | Не участвовал  | Не участвовал  | Не участвовал  | Не участвовал  | Не участвовал  | Не участвовал  | Не участвовал  | Не участвовал  |
| 1949/50                                                                                  | Три-Ситис          | 8                |                  |                  | 28,9             |                  | 71,4             |                  | 1,0              |                  |                  | 5,1              | Не участвовал  | Не участвовал  | Не участвовал  | Не участвовал  | Не участвовал  | Не участвовал  | Не участвовал  | Не участвовал  | Не участвовал  | Не участвовал  | Не участвовал  |
| 1949/50                                                                                  | Шебойган           | 29               |                  |                  | 31,1             |                  | 80,3             |                  | 1,7              |                  |                  | 4,3              | 3              |                |                | 11,1           |                | 100,0          |                | 0,7            |                |                | 4,0            |
|                                                                                          | Всего              | 205              |                  |                  | 25,9             |                  | 71,9             |                  | 1,0              |                  |                  | 5,6              | 25             |                |                | 20,3           |                | 70,8           |                | 1,4            |                |                | 5,9            |
| Наведите курсор мыши на аббревиатуры в заголовке таблицы, чтобы прочесть их расшифровку. |                    |                  |                  |                  |                  |                  |                  |                  |                  |                  |                  |                  |                |                |                |                |                |                |                |                |                |                |                |